# Топ Гън
„Топ Гън“ (на английски: Top Gun) е американски филм, екшън драма от 1986 г. на режисьора Тони Скот, продуциран от Дон Симпсън и Джери Брукхаймър, разпространение – „Парамаунт Пикчърс“. Във филма участват Том Круз, Кели Макгилис, Вал Килмър, Антъни Едуардс и Том Скерит. Премиерата на филма се състои в Ню Йорк на 12 и 16 май 1986 г. в Съединените щати.

## Сюжет
Внимание:  Текстът по-долу разкрива сюжета на произведението (или части от него)!
Лейтенант Пит Мичъл (Том Круз), по прякор „Маверик“, е умел пилот на изтребител F-14 Tomcat, кадет в елитното училище на ВМС на САЩ (наричано „Топ Гън“) и ненадминат пилот. Ръководен както в живота, така и в небето от инстинкти, а не от разум, той се влюбва в инструктора на училището, астрофизичката Шарлот Блекууд (Кели Макгилис), но в началото тя му отказва взаимност.
Пилотите на училището летят много, практикувайки изкуството на въздушния бой и постоянно се състезават за титлата най-добър пилот. В една от тренировъчните битки самолетът на Маверик се разбива и умира неговият партньор Ник Брадшоу, по прякор „Гъсока“. Измъчван от съмнения, Маверик напуска училището в навечерието на дипломирането и се връща към службата на морски пилот на самолетоносач. След дипломирането всички кадети преминават през морски патрул. По време на патрулирането те участват в истинска битка с неизвестен враг, летящ на съветски строго секретни самолети. Благодарение на действията на Мичъл, кадетите печелят. Маверик е посрещнат на самолетоносача с аплодисменти от другарите и ръководството.
След това се връща в училището вече в ранг на инструктор, където отново се среща с Шарлот.

## Актьорски състав
| Актьор           | Роля |
| ---------------- | --- |
| Том Круз         | Пийт „Маверик“ Мичъл – пилот от ВМС на САЩ |
| Кели Макгилис    | Шарлот „Чарли“ Блекууд – инструктор в „Топ Гън“ |
| Вал Килмър       | Том „Айсмен“ Казански – курсант в „Топ Гън“ и основен съперник на „Маверик“                                                                        |
| Антъни Едуардс   | Ник „Гъска“ Брадшоу – щурман и най-добър приятел на „Маверик“                                                                                      |
| Том Скерит       | Майк „Вайпър“ Метколф – командващ офицер и инструктор в „Топ Гън“, ветеран от войната във Виетнам, който е служил с Дюк Мичъл, бащата на „Маверик“ |
| Майкъл Айрънсайд | Рик „Джестър“ Хедърли – военноморски пилот и инструктор в „Топ Гън“                                                                                |
| Джон Стокуел     | Бил Кортел – пилот, бивш партньор на „Маверик“ |
| Бари Тъб         | Ленърд „Улфмен“ Улф – щурман на „Холивуд“ |
| Рик Росович      | Рон „Слайдър“ Кернър – щурман на „Айсмен“ |
| Тим Робинс       | Самюъл „Мерлин“ Уелс – щурман на „Кугар“ (впоследствие на „Маверик“)                                                                               |
| Ейдриън Паздар   | Чарлз „Чипър“ Пайпър – военноморски летец и курсант в „Топ Гън“                                                                                    |
| Кларънс Гилярд   | Маркъс „Съндаун“ Уилямс – щурман на „Чипър“ (впоследствие на „Маверик“)                                                                            |
| Уип Хъбли        | Рик „Холивуд“ Нивън – курсант в „Топ Гън“ и партньор на „Айсмен“                                                                                   |
| Джеймс Толкан    | Том „Стингър“ Джардейн – командир на авиогрупата на USS Enterprise                                                                                 |
| Мег Райън        | Каръл Брадшоу – съпруга на „Гъсока“ |
| Дюк Страуд       | Джонсън – командир на полет |

## Интересни факти
- Въпреки че актьорът Вал Килмър не иска да участва в този филм, той е принуден заради подписан договор, а ролята се превръща в една от най-емблематичните в кариерата му.
- В истинското летателно училище „Top Gun“ се налага глоба от 5 долара на всеки служител, който цитира филма.
- Актьорът Антъни Едуардс е единственият, който не е повърнал, когато е летял на истински изтребител.
- „Paramount Pictures“ помолва „Grumman Corporation“, която произвежда F-14, да проектира и инсталира специални стойки за камери на самолета. Това дава възможност да се получат уникални реални кадри по време на полет.
- Тъй като филмът е голям хит, ВМС на САЩ поставя пред киносалоните кабини, които веднага след прожекцията да набират новобранци за флота. В резултат на това е постигнато най-високото ниво на кандидатстване за ВМС от много години.
- Героят, изигран от Кели Макгилис, е базиран на истинска жена – Кристина Фокс, граждански инструктор по полети – с която продуцентите се срещат, докато се подготвят за филма. Кариерата на Фокс в Пентагона е брилянтна. Преди да подаде оставка през май 2017 г., тя е заместник-министър на отбраната – най-високата позиция, заемана някога от жена.
- Самолетите, използвани за представяне на въображаемите МиГ-28, са Northrop F-5E (едноместен) и F Tiger II (двуместен). След филма някои от изтребителите F-5, изобразяващи МиГ-28, запазват черния си цвят и служат като „агресорни самолети“, симулиращи вражески самолети в действителната програма на „Top Gun“.
- Напрежението между Маверик и Айсман не е само във филма. В действителност Том Круз и Вал Килмър също се държат дистанцирано един към друг и на практика не общуват.
- Този филм е най-касовият филм за 1986 г.
- В реалния живот Том Круз е три инча по-нисък от Кели МакГилис, така че по време на съвместните сцени Круз носи специални каубойски ботуши с токчета, докато Макгилис изобщо не носи обувки.
- Създателите на филма се обръщат към световноизвестната британска група „Джудас Прийст“, за да използват песента им „Reckless“ в саундтрака. Музикантите отказват от страх, че филмът ще бъде провал, като това ще се отрази на репутацията на групата. Но филмът има огромен търговски успех. Две години по-късно „Джудас Прийст“ пускат кавър версия на „Johnny B. Goode“ за едноименния филм, но този път това е провал.
- Преди този филм Том Круз никога не беше карал мотоциклет. Обучението на актьора е проведено в Ел Кахон, Калифорния, близо до магазин за мотоциклети. Мотоциклетът, който Том Круз кара във филма, е Kawasaki Ninja 900/GPz900R, тогава най-бързият сериен мотоциклет в света.
- В подготовка за ролята си, Том Круз получава разрешение да лети три пъти с изтребителя F-14 Tomcat. По време на първия полет Том повръща, другите два минават добре.
- В оригиналния сценарий в последната битка участват севернокорейски самолети. В крайния вариант националността на вражеските самолет остава неизвестна, и те са просто „МиГ-ове над Индийския океан“.
- По време на една почивка между снимките, група офицери от ВМС, използвани като статисти, се обръщат към режисьора Тони Скот с оплакване от нереалистичния набор от награди и значки върху униформите на актьорите. Скот е категоричен: „Ние не правим този филм за пилоти на изтребители от ВМС; ние го правим за фермери от Канзас, които нищо не разбират“.
- По време на брифинга преди финалната въздушна битка, „Стингър“ споменава, че МиГ-овете носят противокорабна ракета „Exocet“. Тя всъщност е френско производство и никога не е използвана нито от Съветския съюз, нито от страните от съветския блок.
- В снимките участват два самолетоносача: USS Ranger (CV-61) и легендарният (първият в света с ядрена електроцентрала) USS Enterprise (CVN-65).
- За да предаде по-точно характера на човек, откъснат от външния свят и потопен в лични преживявания, Том Круз седи далеч от другите актьори по време на почивките на снимачната площадка.
- Филмът се казва „Top Gun“, въпреки че реално предпочитан и използван е различен правопис – „Topgun“.
- Дон Симпсън е един от продуцентите на филма, но отсъства при създаването му. По това време Симпсън е в рехабилитационен център, където се подлага на лечение за пристрастяване към неконтролирана употреба на мощни лекарства.
- Ролята на Маверик не отива при актьора Чарли Шийн поради факта, че създателите го смятаха за твърде млад (Шийн е на 21 години, а Круз, който получава ролята, е на 24 години). За това пък след това, през 1991 г., Шийн участва в най-известната пародия на „Top Gun“ – „Смотаняци“.
- Тестовата публика, изгледала филма преди излизането му, остава недоволна от липсата на любовна сцена в него. Ето защо пет месеца след финалния монтаж, продуцентите извикват Том Круз и Кели МакГилис в Чикаго, за да заснемат сцената с асансьора и любовната сцена. По това време Макгилис е свалила около 16 килограма и косата ѝ е боядисана за друга роля, заради което Макгилис носи шапка на сцената. Круз, който по това време снима „Цветът на парите“, вече има много по-дълга коса, отколкото в останалата част от филма.
- Първоначално продуцентите на филма предлагат на Джон Карпентър и Дейвид Кронънбърг да режисират филма, но и двамата отказват.
- Полетният костюм на Том Круз по-късно е изложен в ресторант на „Planet Hollywood“.
- Първоначално Луис Госет младши е обмислян за ролята на „Вайпър“. В този филм той така и не получава ролята, но през същата година играе пилот ментор в друг филм за реактивни изтребители – „Железният орел“.
- През 1986 г. реактивното гориво е сравнително евтино на цена от около долар за галон. Въпреки това „Paramount Pictures“ плаща на Пентагона до 7800 долара (около 19 700 долара към 2020 г.) за всеки час снимки с изтребител F-14. Общо „Paramount Pictures“ плаща на Министерството на отбраната на САЩ 1,8 милиона долара за използване на истински самолети и самолетоносачи във филма.
- Забавно е, че във филма, в заглавието на който има думата „Gun“ („Пушка“), нито един от самолетите не е бил свален с това оръжие.
- Първоначално според сценария „Гъсока“ трябва да загине при кацане на палубата на самолетоносач, но командването на ВМС на САЩ, страхувайки се за репутацията си, е категорично против. В резултат на това „смъртта“ на „Гъсока“ се случва по време на тренировъчен полет.
- В началото на филма „Вайпър“ обяснява, че полетната програма на „Top Gun“ е създадена, защото съотношението между загубите на приятелски и вражески самолети в американската армия е станало неприемливо. По време на Корейската война на всеки свален американски изтребител са унищожени 12 вражески самолета, а по време на войната във Виетнам – само четири, в съотношение 1:4. В решителната битка на три американски изтребителя се противопоставят 6 МиГ-а. САЩ губят един самолет, 4 МиГ-а са унищожени – тоест се повтаря „лошото“ съотношение 1:4.
- Двойникът на Том Круз във филма е военният пилот Скот Алтман, който по-късно става астронавт на NASA и лети в Космоса като пилот на две мисии и като командир на още две.
- Актьорът Том Скерит, който изигрваа ролята на „Вайпър“ в този филм на Тони Скот, преди това участва в култовия филм „Пришълецът“, режисиран от брата на Тони – Ридли Скот.
- В оригиналния сценарий на финала има сцена, в която Маверик посещава гроба на „Гъсока“, но по-късно сцената е премахната.
- Истинският прототип на „Вайпър“ е Пийт Петигрю, пенсиониран пилот на ВМС на САЩ, инструктор в „Top Gun“ и ветеран от Виетнамската война. Пийт е технически консултант на филма. Зрителите могат да го видят в сцената, в която Чарли взаимодейства с „възрастния мъж“ в офицерския клуб.
- В оригиналния сценарий истинското име на „Маверик“ е Евън, но по-късно е променено на Пийт, заради Пийт Петигрю.
- Пилотът, който е „подмамен“ от Маверик и Гъсока, е истинският военен пилот Робърт Уилард, един от режисьорите на полетните каскади във филма. Уилард става адмирал и командир на Тихоокеанския флот на Съединените щати през 2007 – 2009 г.
- По време на снимките режисьорът Тони Скот иска да заснеме кацането и излитането на самолети, осветени от слънцето. По време на една от снимките командирът на кораба променя курса на кораба, като по този начин променя осветлението. Когато Скот попитал дали могат да се върнат към първоначалния си курс със същата скорост, командирът информирал режисьора, че маневрата ще струва 25 000 долара (около 63 хил. долара към 2020 г.). В отговор Скот незабавно написва лично на капитана на самолетоносача чек за 25 000 долара, за да продължи снимките.
- Корабът, на който „Вайпър“ е служил с бащата на Маверик, е самолетоносачът USS Oriskany (CV-34). „Oriskany“ е първият USS, превърнат в изкуствен риф, и известен още като „Големия носещ риф“. Корабът е потопен от контролирани експлозиви на 24 мили южно от Пенсакола на 17 май 2006 г.
- Коженото яке на Маверик има знамето на САЩ и „FAR EAST CRUISE 63-4“ на гърба.
- Сцената до пианото и последната сцена в бара са заснети в барбекюто на Канзас Сити в Сан Диего. По-късно ресторантът приютава много реквизит и сувенири от филма. На 26 юни 2008 г. обаче в заведението избухва пожар, който унищожава по-голямата част от интериора на заведението. По-късно ресторантът е реновиран, но повечето от вещите на „Top Gun“ са унищожени и изгубени. Два оцелели експоната сега са най-известни. Първият е пианото (преместен е в друг ъгъл на бара), вторият е една от оригиналните каски на Маверик, която е в затворена витрина зад бара. Шлемът е леко повреден, тъй като пластмасовият щит върху него е деформиран по време на пожара.
- Създателите на филма молят известния рок музикант Брайън Адамс да включат песента му „Only the Strong Survive“ в саундтрака, но Адамс отказва, тъй като смята, че филмът прославя войната. Между другото, актрисата Линда Фиорентино отказва ролята на Чарли по същата причина – прославянето на войната.
- Героят на Джеймс Толкан е споменат като „Стингър“ в надписите, но във филма никой никога не го споменава, а само „Сър“.
- Две видеоигри, базирани на филма, са пуснати на Nintendo NES. Докато първата игра няма основна сюжетна линия, втората служи като „продължение“ на основната сюжетна линия и изправя Маверик срещу нова група злодеи.
- Въпреки че Том Круз и Кели Макгилис трябва да изиграят романтична двойка, всъщност те не се разбират един с друг нито по време, нито след снимките.
- Сцената, в която Маверик следва Чарли до тоалетната, е заснета в щаба за обучение на новобранци в Сан Диего.
- „Top Gun“ е един от първите филми, избрани за проекта Cinema 52, в който група зрители гледат един и същ филм всяка седмица (52 пъти годишно). Бележките на „Top Gun“ от този експеримент показват, че Том Круз мига 469 пъти, думата „the“ се произнася 223 пъти, а средното време между изливанията на кафето на командира Джонсън е 27 минути и 23 секунди.
- Позивната „Призрачен ездач“, която Маверик използва за своя самолет, е използвана от действителна ескадрила F-14 (VF-142). Изтребителят F-14 Tomcat от тази ескадрила може да се види във филма, когато самолетът лети на фона на залязващото слънце.
- Италианският композитор Джорджо Мородер композира по-голямата част от музиката за песните в саундтрака. Том Уитлок, който е написал повечето от текстовете на тези песни, всъщност е механик, който е работил по спортната кола на Мородер.
- Адресът, който Чарли дава на Маверик, когато го кани на вечеря – 100 Laurel Beach – е измислен. В центъра на Сан Диего има Laurel Beach Avenue, но се намира на няколко мили от плажа. Действителното място, където се провеждат снимките, е къща на 100 S. Pacific Street, Oушенсайд, Северен окръг на Сан Диего. Тази къща и днес е туристическа атракция.
- ВМС на САЩ са разрешили да бъдат заснети само две реални изстрелвания на ракети. За да се създаде илюзията, че има много изстрелвания, ракетите са заснети от различни камери, а след това кадрите са вмъкнати във филма като отделни епизоди. Всички други ракетни „изстрелвания“, показани във филма, са направени с помощта на миниатюрни модели на самолети и ракети. Компанията, която произвежда моделите, ги прави толкова точни, че ВМС провеждат вътрешно разследване дали са изстреляни някакви допълнителни стрелби с ракети извън първоначално разрешените.
- По време на снимките на филма трагично загива 54-годишният Арт Шол, един от пилотите каскадьори. По време на полета управляваният от него Pitts S-2 внезапно пада в плоска ротация и се разбива в Тихия океан. Последните думи на Шол по радиото са: „Имам проблем, имам истински проблем“. Точната причина за катастрофата не е установена, тъй като нито самолетът, нито тялото на Шол някога са открити. В негова памет е посветен филмът „Top Gun“.
- Според Тери Нън, вокалист на музикалната група „Берлин“, тя е Тайван с групата, когато я уведомяват, че песента им „Take My Breath Away“ е номинирана за „Оскар“ в категорията за най-добра песен. Нан е помолена да лети до Лос Анджелис, за да изпълни песента на церемонията, но е предупредена, че няма да може да изпее цялата песен, тъй като ще има комбинация от всички номинирани песни. Нън отказва и по ирония на съдбата именно „Take My Breath Away“ печели „Оскар“.

## Саундтракът на филма
Саундтракът на филма е издаден през 1986 г. от „Columbia Records“. През 1999 г. е преиздаден в специално разширено издание с допълнителни песни. През 2006 г. отново е преиздаден в Deluxe Edition с още повече песни. „Top Gun“ е номер едно в американските класации в продължение на пет последователни седмици през лятото и есента на 1986 г. Това е най-продаваният саундтрак за 1986 г.

### Страна №1
| № | Оригинално заглавие     | Автор(и)                        | Изпълнител  | Продължителност |
| - | ----------------------- | ------------------------------- | ----------- | --------------- |
| 1 | „Danger Zone“           | Джорджо Мородер Том Уитлок      | Кени Логинс | 3:36            |
| 2 | „Mighty Wings“          | Харолд Фалтермайер Марк Спиро   | Чийп Трик   | 3:51            |
| 3 | „Playing with the Boys“ | Кени Логинс Питър Волф Ина Волф | Кени Логинс | 3:59            |
| 4 | „Lead Me On“            | Джорджо Мородер Том Уитлок      | Тийна Мари  | 3:47            |
| 5 | „Take My Breath Away“   | Джорджо Мородер Том Уитлок      | Берлин      | 4:11            |

### Страна №2
| № | Оригинално заглавие   | Автор(и)                                | Изпълнител                      | Продължителност |
| - | --------------------- | --------------------------------------- | ------------------------------- | --------------- |
| 1 | „Hot Summer Nights“   | Майкъл Джей Алън Рой Скот Рой Фрийланд  | Miami Sound Machine             | 3:38            |
| 2 | „Heaven in Your Eyes“ | Пол Дийн Майк Рино Мей Мур Джон Декстър | Ловърбой                        | 4:04            |
| 3 | „Through the Fire“    | Джорджо Мородер Том Уитлок              | Лари Грийн                      | 3:46            |
| 4 | „Destination Unknown“ | Фран Голд Пол Фокс Джейк Хукър          | Мариета Уотърс                  | 3:48            |
| 5 | „ Top Gun Anthem“     | Харолд Фалтермайер                      | Харолд Фалтермайер Стив Стивънс | 4:12            |

### Бонус песни от специално издание от 1999 година
| №  | Оригинално заглавие                 | Автор(и)                         | Изпълнител         | Продължителност |
| -- | ----------------------------------- | -------------------------------- | ------------------ | --------------- |
| 11 | „(Sittin' On) The Dock of the Bay“  | Отис Рединг Стив Кропър          | Отис Рединг        | 2:42            |
| 12 | „Memories“                          | Харолд Фалтермайер               | Харолд Фалтермайер | 2:57            |
| 13 | „Through the Fire“                  | Джак Хамър Отис Рединг           | Джери Лий Люис     | 1:57            |
| 14 | „ You've Lost That Lovin' Feelin“   | Фил Спектър Синтия Уейл Бари Ман | Райчъс Брадърс     | 3:44            |
| 15 | „Playing with the Boys“ (dance mix) | Кени Логинс Питър Волф Ина Волф  | Кени Логинс        | 6:41            |

### Бонус песни от луксозно издание за 2006 година
| №  | Оригинално заглавие           | Автор(и)                                                  | Изпълнител     | Продължителност |
| -- | ----------------------------- | --------------------------------------------------------- | -------------- | --------------- |
| 16 | „Can't Fight This Feeling“    | Кевин Кронин                                              | REO Speedwagon | 4:54            |
| 17 | „Broken Wings“                | Ричард Пейдж Стив Джордж Джон Ланг                        | Mr. Mister     | 4:24            |
| 18 | „The Final Countdown“         | Джоуи Темпест                                             | Юръп           | 3:58            |
| 19 | „Nothing's Gonna Stop Us Now“ | Албърт Хемънд Даян Уорън Ричард Хюле                      | Starship       | 4:25            |
| 20 | „The Power of Love“           | Дженифър Ръш Гюнтер Менде Кенди ДеРуж Мери Сюзън Апългейт | Дженифър Ръш   | 4:27            |

## Награди и номинации
През 2015 г. филмът е включен в Националния филмов регистър.
| Награда                              | Категория                  | Номиниран(и)            | Резултат  |
| ------------------------------------ | -------------------------- | ----------------------- | --------- |
| Награди на филмовата академия на САЩ | Най-добра оригинална песен | „Take My Breath Away“   | награда   |
| Награди на филмовата академия на САЩ | Най-добър звук             | Най-добър звук          | номинация |
| Награди на филмовата академия на САЩ | Най-добър звуков монтаж    | Най-добър звуков монтаж | номинация |
| Награди на филмовата академия на САЩ | Най-добър филмов монтаж    | Най-добър филмов монтаж | номинация |
| Златен глобус                        | Най-добра оригинална песен | „Take My Breath Away“   | награда   |
| Златен глобус                        | Най-добра филмова музика   | Харолд Фалтермайер      | номинация |